# Dzwonkówka szara

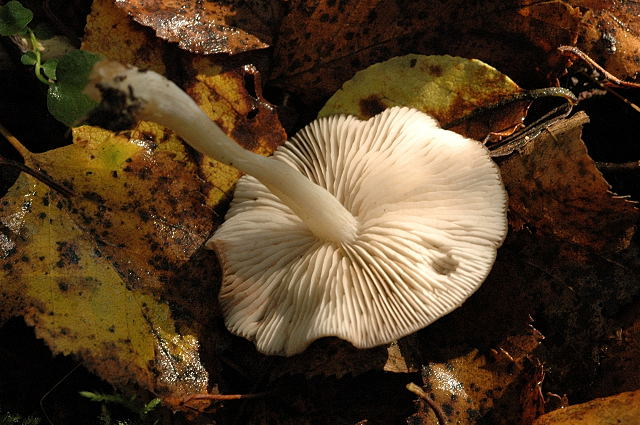

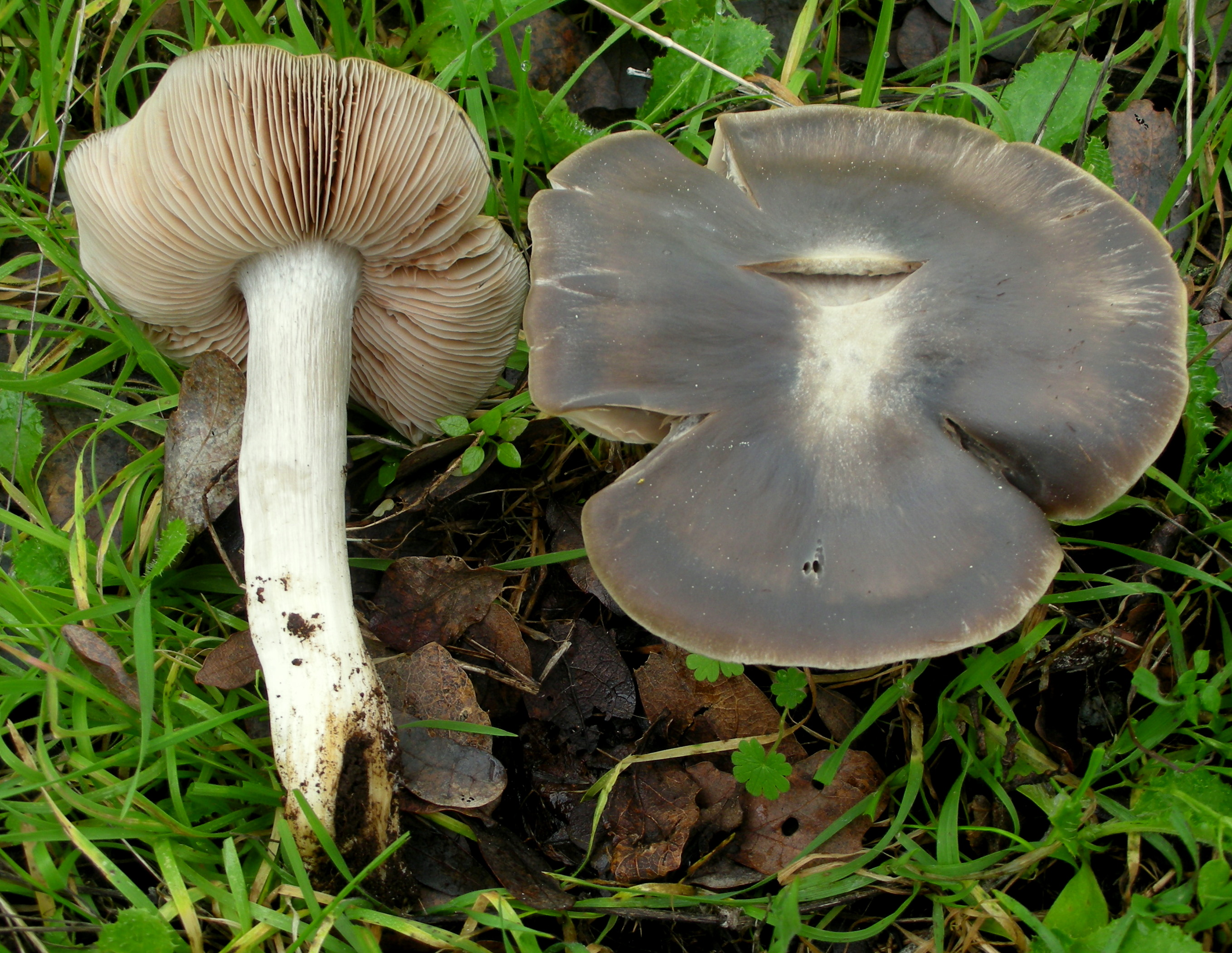

Dzwonkówka szara (Entoloma rhodopolium (Fr.) P. Kumm.) – gatunek grzybów z rodziny dzwonkówkowatych (Entolomataceae).

## Systematyka i nazewnictwo
Pozycja w klasyfikacji według Index Fungorum: Entoloma, Entolomataceae, Agaricales, Agaricomycetidae, Agaricomycetes, Agaricomycotina, Basidiomycota, Fungi.
Po raz pierwszy zdiagnozował go w 1818 r. Elias Fries, nadając mu nazwę Agaricus rhodopolium. Obecną nazwę nadał mu Paul Kummer w 1871 r. Synonimów ma ok. 20. Niektóre z nich:

- Entoloma rhodopolium var. fragrans E. Ludw. 2007
- Entoloma rhodopolium var. nidorosum (Fr.) Krieglst. 1991
- Entoloma rhodopolium var. pseudopolitum Noordel. 2004
- Rhodophyllus rhodopolius var. aleuriosmus Kühner 1954
- Rhodophyllus rhodopolius (Fr.) Quél. 1886 var. rhodopolius

Nazwę zwyczajową zaproponował Władysław Wojewoda w 2003 r.

## Morfologia
Kapelusz
Średnica (2)4-8(12) cm, początkowo wypukły, potem rozpostarty z zagłębionym środkiem, w końcu prawie lejkowaty. Brzeg długo podwinięty, pofalowany, powierzchnia gładka, matowa. Jest słabo higrofaniczny; w stanie wilgotnym nieco lepki i słabo prążkowany, o barwie od szarej do oliwkowożółtawej lub ochrowobrązowej, w stanie suchym jasnobeżowy do żółtawobeżowego.
Blaszki
Zbiegające, gęste lub dość gęste, początkowo białe, potem różowe.
Trzon
Wysokość 1,5–4 cm, grubość 6–12 mm, cylindryczny, nagi lub na szczycie bardzo drobno włókienkowaty, białawy, początkowo pełny, potem pusty. Podstawa z białą grzybnią.
Miąższ
Cienki, kruchy, o barwie od białawej do bardzo jasnobrązowej, niezmieniającej się po uszkodzeniu.
Cechy mikroskopowe
Zarodniki w widoku z boku wielokątne, 5-8-kątowe, o wymiarach 8–11 × 5–8 μm, gładkie, nieamyloidalne. Brak cystyd. Strzępki skórki kapelusza wąskie, cylindryczne, hialinowe. W strzępkach występują sprzążki.

## Występowanie i siedlisko
Dzwonkówka szara występuje w Europie, Ameryce Północnej i Japonii. W Europie jest szeroko rozprzestrzeniona, w Ameryce podano jej stanowiska w kilku stanach USA i w Kanadzie. W piśmiennictwie naukowym na terenie Polski podano wiele stanowisk.
Grzyb naziemny, prawdopodobnie mykoryzowy. Owocniki wyrastają pojedynczo lub w grupach pod drzewami liściastymi, zwłaszcza pod olszą, bukiem, ale także pod sosną. W Polsce pojawiają się od czerwca do września.